# Паоло Малатеста
Паоло Малатеста Хубавият (на италиански: Paolo Malatesta, il Bello; * ок. 1246, Верукио; † 1283/1285, Градара) от династията Малатеста, е италиански политик и дипломат, родоначалник на кадетския клон Малатеста ди Джаджоло, от 1270 г. чрез брак граф на Джаджоло.
Убит е от брат си Джанчото поради любовта му към жена му Франческа да Полента. Трагичната история на двамата влюбени е пресъздадена от Данте Алигиери в „Ад“.

## Произход
Той е син на Малатеста да Верукио († 1312), господар на Римини, и на първата му съпруга Конкордия дей Пандолфини. Има трима братя и една сестра:
- Ренгарда (пр. † 1312)
- Малатестино († 14 1317), господар на Римини (1312 – 1317)
- Джовани „Джанчото“ (* 1240, † 1304), кондотиер, господар на Пезаро (1294 – 1304), съпруг на Франческа да Римини и на Дзамбадзина дей Дзамбази
- Рамберто († 1298), религиозно лице

Има две природени сестри и един природен брат – Пандолфо I († 1326), господар на Пезаро. 
Семейството му е родоначалник на Малатеста, господари на Римини.

## Биография
Наричан е Красивият заради физическата си мощ, за разлика от липсата на привлекателност на брат му Джанчото.
През 1269 г. се жени за Орабиле Беатриче ди Джаджоло, последната наследница на графовете Севери от Джаджоло – феодално владение, разположено във Форлийските Апенини, което остава без мъжки наследници. Графството включва също Кузерколи, Валдопио и Партичето. Дом Джаджоло е съюзник на Да Монтефелтро (и двата гибелини), но противници на гвелфите Малатеста: сватбата изразява дипломатически успех за Малатеста да Верукио, който се стреми да притежава тези територии.
От техния съюз се раждат две деца. По този начин Паоло е родоначалник на кадетския клон Малатеста ди Джаджоло, който изчезва през 1757 г. с Ламберто. Съюзът обаче не е щастлив, тъй като чувствата на младия мъж са насочени към Франческа да Полента, съпруга на брат му Джовани. Тя събужда силен интерес у него още от първата им среща, която се случва, когато тя вярва, че трябва да се омъжи за Паоло, а не за Джанчото. Всъщност на сватбата чрез пълномощник, отпразнувана в Равена, Паоло представлява Джанчото.
Традиционно Паоло е представян като романтична, красива фигура, не много склонна към проблемите на властта, по-скоро фокусирана върху културата и удоволствията от живота. Последните разследвания обаче го разкриват като млад мъж, много внимателен към политиката и потопен в игрите на властта на времето, способен да отдели политическия живот от сантименталния си живот, колкото и легендарно бурен и страстен да е.
Паоло следва баща си във войната му срещу гибелините: през 1265 г. заедно с Малатеста той се бие срещу Гуидо да Монтефелтро и през същата година се изправя срещу рода Траверсари с Гуидо да Полента.
Неговите дипломатически умения го карат да бъде избран от папа Мартин IV за капитан на народа на Флоренция през март 1282 г. Данте Алигиери вероятно има възможност да се срещне с него там. Със завръщането му в Римини неговата обещаваща кариера, която едва започва, е прекъсната от трагичната му смърт: Паоло е убит от брат си Джанчото заедно с любовницата си Франческа, съпруга на Джанчото. Събитието вероятно се случва между февруари 1283 г. (датата на завръщането на Паоло в Римини) и 1284 г., когато двамата влюбени са изненадани заедно от самия Джанчото. Традиционното място, където е извършено убийството, е замъкът на Градара. Историята е разказана в запомнящ се пасаж от „Ад“ на Данте (Песен V). Поетът вмъква епизода в знак на почит към Паоло, когото среща в младостта си във Флоренция; много години по-късно, след като е дълго време в изгнание, той е повикан в Равена от Гуидо Новело, чиято леля е Франческа, и има възможността да се запознае от първа ръка с историческото място на историята, която той възпява години по-рано. В крепостта на Градара е открита гробница, която със сигурност е принадлежала на благородна дама, но това не е случаят с гробницата на Паоло, която брат му скрива добре, защото тя е осезаемо доказателство за предателството на жена му и за престъплението му, особено предвид втория му брак.

## Брак и потомство
∞ 1269 за Орабиле Беатриче ди Джаджоло († пр. 1303), дъщеря на Уберто, граф на Джаджоло, от която има син и дъщеря:
- Уберто Малатеста (* ок. 1270, † 1324), италиански политик, кондотиер, водач на наемници, граф на Джаджоло; ∞ за дъщерята на Руджеро Гуиди, граф на Довадола, от която има един син
- Маргерита Малатеста († пр. 1311), ∞ за Уберто, син на Агинолфо Гуиди, граф на Ромена